# NGC 1648
NGC 1648 ist eine linsenförmige Galaxie vom Hubble-Typ S0 im Sternbild Eridanus am Südsternhimmel. Sie ist schätzungsweise 207 Millionen Lichtjahre von der Milchstraße entfernt und hat einen Durchmesser von etwa 35.000 Lichtjahren. Im selben Himmelsareal befinden sich u. a. die Galaxien NGC 1636 und NGC 1646.
Das Objekt wurde am 29. Dezember 1885 von Lewis Swift entdeckt.